# 福格尔斯山县
福格尔斯山县（Vogelsbergkreis）是德国黑森州中部吉森行政区的一个县，得名于福格爾斯山，首府黑森州劳特巴赫。